# Nitrilotriacetonitril
Nitrilotriacetonitril (NTAN) ist ein Vorprodukt für Nitrilotriessigsäure (NTA), einem bioabbaubaren Komplexbildner und Builder für Waschmittel, für Tris(2-aminoethyl)amin, einem tripodalen vierzähnigen, unter der Abkürzung tren gebräuchlichen Chelatbildner, sowie für den Epoxidharz-Vernetzer 1-(2-Aminoethyl)piperazin.

## Vorkommen und Darstellung
Die Synthese von Nitrilotriacetonitril geht aus von den Grundbausteinen Ammoniak, Formaldehyd und Cyanwasserstoff, die in saurem wässrigem Medium in diskontinuierlichen oder kontinuierlichen Verfahren zur Reaktion – einer dreifachen Cyanmethylierung des Ammoniaks – gebracht werden.
Ammoniak wird gasförmig, als Hexamethylentetramin oder in Form von Ammoniumsulfat zusammen mit Formaldehyd als wässrige (in der Regel 37 Gew.%ige) Formalin-Lösung bei pH-Werten < 2 vorgelegt und mit wässriger Blausäure-Lösung oder flüssigem Cyanwasserstoff – gegebenenfalls ohne Vorreinigung direkt aus dem Andrussow-Verfahren oder dem BMA-Verfahren von Evonik Degussa – bei Temperaturen um 100 °C umgesetzt. Bei Rückführung der Mutterlaugen werden Ausbeuten über 90 % erzielt.
Problematisch insbesondere bei kontinuierlicher Verfahrensführung ist die Neigung von NTAN zur Ausfällung bei Temperaturen unter 90 °C, die zur Verstopfung von Rohrreaktoren und -leitungen und thermischem Durchgehen (runaway reaction) der Reaktion führen können.

## Eigenschaften
Nitrilotriacetonitril ist ein farbloser und geruchloser Feststoff, die sich in Wasser schwer und in Nitromethan und Aceton gut löst.

## Anwendungen
Nitrilotriacetonitril lässt sich in der Schmelze in Gegenwart basischer Katalysatoren, wie z. B. Natriummethanolat homo- oder mit Iminodiacetonitril zu dunkel gefärbten festen Polymeren copolymerisieren, die sich bei Temperaturen > 1000 °C unter Schutzgas zu stickstoffhaltigen und elektrisch leitfähigen Polymeren carbonisieren lassen. Die erhaltenen Produkte haben keine Anwendung als leitfähige Polymere gefunden.
Die Hydrierung von NTAN überführt zunächst eine Cyanogruppe in eine Iminogruppe, die schneller eine benachbarte und sterisch zur Ausbildung eines sechsgliedrigen Ringssystems geeignete Cyanogruppe angreift, als weiter zur primären Aminogruppe hydriert zu werden. Als Endprodukt der katalytischen Hydrierung von Nitrilotriacetonitril fällt daher 1-(2-Aminoethyl)piperazin an.
Führt man die katalytische Hydrierung von NTAN mit z. B. Raney-Nickel hingegen in Gegenwart eines großen Ammoniaküberschusses durch, erhält man Tris(2-aminoethyl)amin,
einen vierzähnigen Komplexbildner (als „tren“ abgekürzt), der besonders mit zwei- und dreiwertigen Übergangsmetallionen stabile Chelate bildet.
Mit Formaldehyd reagiert Nitrilotriacetonitril bei pH 9,5 zum 2,2-Dihydroxymethyl-nitrilotriacetonitril, das mit Natronlauge bei 100 °C zum Trinatriumsalz der 2-Hydroxymethylserin-N,N-diessigsäure hydrolysiert wird, aus dem durch Ansäuern die freie Säure in 51%iger Ausbeute erhalten werden kann.
Die Verbindung eignet sich als Komplexbildner für Schwermetall- oder Erdalkalimetallionen, als Bleichmittel-Stabilisator, z. B. für Natriumperborat, in festen Waschmittelzubereitungen und als Builder in Waschmitteln zur Inhibierung der Bildung von Ablagerungen (Inkrustationen) in Textilien bei der Wäsche.
Die Hydrolyse von Nitrilotriacetonitril mit Wasser in konzentrierter Schwefelsäure liefert unter schonenden Bedingungen praktisch quantitativ Nitrilotriacetamid, das als neutraler vierzähniger Ligand zur Metallkomplexierung untersucht wurde. Bei erhöhter Temperatur entsteht durch Ringschluss 3,5-Dioxopiperazin-1-acetamid, das nach Neutralisation und Erhitzen mit überschüssigem wässrigem Ammoniak wieder quantitativ in das Nitrilotriacetamid überführt werden kann.
Nitrilotriacetonitril dient hauptsächlich als Rohstoff für die Herstellung des zwar bioabbaubaren, aber krebsverdächtigen Komplexbildners Nitrilotriessigsäure durch säure- oder basenkatalysierte Hydrolyse der Cyanogruppen.
Unerwünschte Restgehalte an Cyanidionen im Hydrolysat können durch Nachbehandlung mit Oxidationsmitteln, wie z. B. Natriumhypochlorit bei pH 8 entfernt werden.